# Aa Saint-Omer Golf Club
De Aa Saint-Omer Golf Club is een golfclub in Noord-Frankrijk bij Lumbres.

## Baan
St. Omer heeft een golfbaan van 18 holes die is aangelegd door de Nederlandse golfbaanarchitect Joan Dudok van Heel. De par is 71. Het landschap is golvend. Er zijn een aantal doglegs en verhoogde greens.
Het baanrecord staat op naam van Sébastien Delagrange, hij maakte in 2001 een score van 63 tijdens de eerste ronde van het St Omer Open en won vervolgens het toernooi met een score van -20.

## Saint-Omer Open
Sinds 1997 wordt het Saint-Omer Open op deze club gespeeld, eerst als onderdeel van de MasterCard Tour, in 2000 van de Europese Challenge Tour en in 2003 van de Europese PGA Tour. Het volgende Saint-Omer Open is van 13 tot en met 19 juni 2011.